# Bernouville
Bernouville é uma comuna francesa na região administrativa da Normandia, no departamento de Eure. Estende-se por uma área de 6,05 km². Em 2010 a comuna tinha 310 habitantes (densidade: 51,2 hab./km²).